# Västerholmen (Brändö, Åland)
Västerholmen är en ö i Åland (Finland). Den ligger i Skärgårdshavet och i kommunen Brändö i landskapet Åland, i den sydvästra delen av landet. Ön ligger omkring 72 kilometer nordöst om Mariehamn och omkring 220 kilometer väster om Helsingfors.
Öns area är  20,3 hektar och dess största längd är 1 kilometer i öst-västlig riktning.